# Салават Јулајев
Салават Јулајев (башк. Салауат Юлаев; рус. Салават Юлаев), (Текејево, 16. јун 1752 — Палдиски, 26. септембар 1800) је башкирски национални јунак и учесник Пугачовљевог устанка и савременик Јемељана Пугачова.

## Биографија
Салават Јулајев је рођен 1754. (према другим изворима 1752) у селу Текејева, у Шајтан-Кудејевској парохији, Провинције Уфа, данас дио области Башкортостан. Село Текејева до данас није сачувано. Током сузбијање побуне сељака, ово као и многа друга села, где је становништво учествовало у устанку, спалили су казнени одреди царице Катарине. Салават Јулајев потиче из насљедног Тархан рода, Шајтан Кудевског клана.
Његов отац, Јулај Азналин, старјешина Шајтан-Кудејевске парохије је током 1772. године учествовао у борбама са Пољском, у саставу одреда од три хиљаде башкирских коњаника послатих као испомоћ руској војсци. Јулај се борио са покрајинским функционерима, и штитио башкирску земљу од продаје и изградње постројења на њој. Јулај је био образован и начитан човјек, који је писао на језику Турака, а одлично се служио и руским језиком, приликом командовања војним јединицама. Кнез Оренбуршке губерније Абрам Путјатин поставио је Јулаја за команданта башкирске војске у Шајтан-Кудејевској парохији, али недуго након тога Јулају је незаконито одузет дио земље. Стога је он с деветнаестогодишњим сином Салаватом 11. новембра 1773. као дио Стерлитамакскога башкирско-мишарскога корпуса добровољно прешао на страну побуњеника и борио се под заставом Јемељана Пугачова.

## Ратовања
[[941. Салават Юлаев.webm|мини|десно|250п|Салават Јулајев (филм)]]
Када се Салават Јулајев појавио испред Пугачова код Бердске тврђаве, имао је тек 19 година. Од тога дана, па све до његовог хапшења, које се десило 25. новембра 1774. године био је у центру збивања Пугачовљевог устанка. Салават је био водећа личност у догађајима, овог рата, а сачувани документи из овог периода свједоче о томе да је Салават лично учествовао у више од двадесет битака. Највише се истакао заузимајући симски и катавски крај, успјешном опсадом чељабинске тврђаве, узимајући удјел у опсади Оренбурга и спаљивајући красноуфимску тврђаву. Од 28 битки у којима је Салават ратовао, 11 битки је водио он лично, и није свака битка била побједоносна, а остале као командант војске Јемељана Пугачова. Салават је дуго успијевао да води битке, и није дозволио да му се у великом броју смањи број војника, током скоро сваке битке успијевао је да сачува највећи дио војске као и да надомијести број изгубљених војника, како би што скорије могао кренути у нову битку. Салават је био вођа устанка у Башкортостану до новембра 1774. 18. јануара 1774. године, напустио је челну позицију вође устанка и придружио се војсци Канзафара Усајева, на челу са пуковником Јемељаном Пугачовим. 3. јуна 1774, Салават Јулајев и Канзафар Усајев су постављени за генерале.
Крајем марта и почетком априла 1774. године царске трупе су нанијеле озбиљне ударце главним војним формацијама Јемељана Пугачова, код Оренбурга, Уфе, Мензелинска, Кунгура, Красноуфимска и Чељабинска. Након пораза и заробљавања Пугачова, упркос константним пријетњама и наредбама о заустављању устанка, Салават је наставио да се бори на територији Башкортостана. Средином септембра 1774. године комбиновани одреди потпуковника Рилева, долазе из Уфе у Елдјаску тврђаву, гдје у двије битке побјеђују војску Салавата Јулајева, у бици код села Тимошкина, 18. септембра и бици код села Норкина 22. септембра исте године. 25. новембра 1774. године трупе пуковника Лесковског, као дио војске генерала Фрејмана, појачавају војне одреде мишарских старјешина Муксина и Зигура Абдусалјамова, надјачавају Салавата Јулајева у Каратајским планинама, са групом преосталих трупа и заробљавају их.
Прије хапшења Јулајева, његове жене и дјеца су ухваћени и споведени у Уфу као таоци. Једна жена и син су били под личном стражом, градског команданта пуковника Мјасоједова. Други син је био у затвору код генерала Фрејмана. Јулајев је жустро протестовао због оваквог начина вршења притиска на њега, говорио је да нема разлога за овакво поступање са члановима породице. Током оваквих протеста молио је родбину да се заложе за његову породицу, а уколико и то не помогне, да се обрате лично Сенату. На исљеђивањима, Салават није одао ни једног од својих сабораца, нити је било шта говорио. После дуготрајних испитивања у Уфи, Казању, Москви и Оренбургу, а касније опет у Уфи, по казни изреченој 15. јула 1775. године, Салават Јулајев, заједно са својим оцем, Јалајем Азналиновим, кажњен је бичевањем и стављањем етикете, „великог државног криминалца”.
2. октобра 1775. године Салават Јулајев и његов отац су оковани ланцима и одведени на доживотни принудни рад у балтичко утврђење Рогервик. Посљедње докуметовано помињање Салавата Јулајева датира из 1800. године. До ове године, Салават је већ био у заточеништву двадесет пет година. Мајор Дитмара, командант под чијом надлежношћу се налазио Салават Јулајев, извјештава да је Салават Јулајев преминуо 26. септембра 1800. године.

## Стваралаштво
| „ | Ти си далеко, моја домовино!, Ја ћу се вратити у родни крај, У ланцима, ја Башкир! Моји путеви су заметени снијегом Али у прољеће снијег ће се отопити, ја нисам умро, Башкири! | ” |

Салават Јулајев је остао упамћен у народу као надарен писац и пјесник. У својим пјесмама говорио је о својим походима, о свом народу и његовим обичајима о светој вјери његових предака. Љубав према пјесми, коњима и велика храброст су били главне одлике башкирских ратника. Идеал башкирског народа у томе времену је био пјесник-ратник. Пјесме Салавата Јулајева нису сачуване у оригиналу. Његов лични потпис је сачуван на Пугачовљевом манифесту и на неколико оригиналних докумената.
Постоји много легенди о Салавату Јулајеву, о овом башкирском ратнику и пјеснику и његовој борби за слободу свог народа. Стваралаштво Салавата Јулајева спада у малу групу сачуване предреволуционарне башкирске литературе. Успомена на Салавата, као јунака и пјесника остала је међу Башкирима до данашњих дана. Његове пјесме углавном говоре о слободи и позивају народ да раскине све окупаторске ланце, неке од пјесама су, „Борба”, „Стрела”, „Млади ратник”, док у другим пјесмама говори о љепоти његове родне земље, попут „Родне земље” и „Мог Урала” као и о љубави, „Зјулеиха”.
Широм Башкортостана данас постоји велики број споменика посвећених Салавату Јулајеву, док његово име носе бројне институције и удружења.